# Potyczka w Szycach
Potyczka w Szycach – potyczka powstania styczniowego stoczona 4 lutego 1863 roku przy komorze celnej znajdującej się na pograniczu wsi Szyce. Starcie odbyło się między oddziałkiem powstańczym dowodzonym przez Franciszka Gaszyńskiego, a oddziałem rosyjskiej straży granicznej tzw. obejszczyki. Starcie zakończyło się zwycięstwem powstańców.
Z końcem stycznia w niedalekim Ojcowie rozpoczęła się organizacja oddziału powstańczego pod dowództwem Apolinarego Kurowskiego. Po wstępnym zorganizowaniu, wysłał Kurowski nieduże oddziałki, aby oczyścić tereny nadgraniczne z rosyjskiej straży granicznej. Kurowski otrzymał informację, że w Szycach znajduje się tylko 7 rosyjskich żołnierzy. Wysłał więc na nich 11 ułanów. Polacy dotarli do Szyc około godziny 11 i od razu przypuścili gwałtowny atak na 17 konnych strażników granicznych, mających oficera na czele. Rosyjski oficer od razu się poddał. Jeńców, zdobytą broń i konie powstańcy przekazali pod opiekę miejscowym chłopom. Ułani ruszyli potem nad granicę, gdzie znajdowała się rosyjska piechota. Tam Polacy znowu zaatakowali w galopie. Tutaj znowu oficer rosyjski poddał się razem ze swoimi ludźmi. Wyprawa zakończyła się sukcesem. Powstańcy przywieźli z tej wyprawy do Ojcowa 27 koni, 45 karabinów, 17 pałaszy, 17 pistoletów i 6 rubli kasy. Za tę wyprawę Franciszek Gaszyński został awansowany do stopnia porucznika. 